# Juan José Galeano
Pour les articles homonymes, voir Galeano.
Juan José Galeano (né en 1958) est un juriste argentin. Avocat, il fut également le premier juge chargé de l'enquête sur l'attentat de l'AMIA de 1994. Il fut inculpé avec l'ex-président Carlos Menem et d'autres pour entrave à la justice et pour avoir délibérément mené celle-ci sur de fausses pistes,.

## Biographie
Galeano fut nommé juge de la Nation en 1993, soutenu par Hugo Anzorreguy, le directeur de la SIDE (Service d'intelligence de l'État) sous Carlos Menem. Galeano avait été mis en contact avec Anzorreguy lorsqu'il était secrétaire du juge Luis Velazco, qui enquêtait sur l'affaire du Sanatorio Guemes dans lequel la SIDE avait eu un rôle suspect.
Juge fédéral du 9e tribunal fédéral, il fut chargé de l'enquête sur l'attentat de l'AMIA dès son ouverture, en 1994.
En 1996, il donna 400 000 dollars à Carlos Telleldín, propriétaire d'une casse automobile qui avait fourni la camionnette Renault Trafic utilisée comme voiture piégée pour l'AMIA. Les fonds versés l'auraient été en échange d'une modification de son témoignage, afin de charger d'autres inculpés, membres de la police de Buenos Aires, dont Juan José Ribelli.
Ce versement fut révélé en mars 1997, la télévision diffusant une vidéo dans laquelle on voyait Juan José Galeano demandait à Telleldín qu'il témoigne contre Ribelli. Un agent de la SIDE fut l'intermédiaire chargé de concrétiser le paiement, rôle joué avec la complicité du directeur de l'agence Anzorreguy. Ce dernier déclara ensuite qu'« il avait été autorisé [à faire cela] par le président d'alors, Carlos Saul Menem » .  
Après sept ans d'enquêtes, le juge Juan José Galeano commença, en 2001, le procès oral au bout duquel, après trois ans de procédure, Galeano lui-même finit par être accusé, tous les autres inculpés étant acquittés. Il fut ainsi contraint de démissionner le 13 septembre 2004 . Le Conseil de la magistrature initia alors un jugement politique contre Juan José Galeano, au cours duquel témoignèrent, entre autres Hugo Anzorreguy, dont les obligations à l'égard du secret d'État furent levées par le décret présidentiel n°570 de Néstor Kirchner.
Galeano était accusé de 13 charges: outre le paiement à Telleldín, l'ouverture de pistes parallèles d'enquête, la dissimulation de certains aspects du procès, des entrevues irrégulières avec les différentes parties, la destruction de preuves et la négligence à l'égard de la conservation de celles-ci (66 cassettes disparurent), l'influence sur les témoins, la détention arbitraire et la torture vis-à-vis d'un des inculpés, l'usage illégal d'écoutes téléphoniques, entre autres contre le député Emilio Morello (du Modin), la manipulation des moyens de preuve et l'abandon d'enquête concernant certains faits. En 2005, il finit par déclarer: « le procès AMIA m'a dépassé » .

## Source originale
- (es) Cet article est partiellement ou en totalité issu de l’article de Wikipédia en espagnol intitulé « Juan José Galeano » (voir la liste des auteurs).